# Denis Farkasfalvy
Denis Farkasfalvy OCist (* 23. Juni 1936 in Székesfehérvár; † 20. Mai 2020 in Dallas, Texas) war ein US-amerikanisch-ungarischer römisch-katholischer Geistlicher, Zisterzienser, Abt, Theologe, Autor und Übersetzer.

## Leben und Werk

### Flucht aus Ungarn, Studium und Priesterweihe
Miklós Farkasfalvy, Sohn eines Maschinenbauingenieurs, besuchte das Gymnasium der Zisterzienser in Székesfehérvár und nach dessen Schließung 1948 das Gymnasium der Benediktiner von Pannonhalma. 1954 machte er Abitur und trat 1955 in das Untergrund-Noviziat der aufgehobenen Abtei Zirc ein. Er nahm den Ordensnamen Dionysius (ungarisch: Dénes, englisch: Denis) an. Nach dem Ungarischen Aufstand von 1956 floh er auf Rat seines Novizenmeisters Lóránt Sigmond (1911–1964) und des Abtes Vendel Endrédy über Österreich (Stift Heiligenkreuz) nach Rom und studierte an der Benediktiner-Hochschule, wo er 1962 zum Doktor der Theologie promoviert wurde. Die feierliche Profess (für Zirc) legte er 1960 im Stift Lilienfeld ab. Dort wurde er 1961 auch zum Priester geweiht.

### Schulleiter und Abt in Texas
Da die Mönche des Klosters Zirc 1954 in die Vereinigten Staaten geflohen waren, wurde er nun nach Irving in Texas beordert, wo das Kloster Our Lady of Dallas ihn als Lehrer der dort von den Zisterziensern geführten Eliteschule benötigte. Da vor allem Mathematiker fehlten, studierte er noch zwei Jahre Mathematik an der Texas Christian University in Fort Worth und war in dieser Zeit Kaplan der Schulschwestern Unserer Lieben Frau von Namur, die ihm halfen, Englisch zu lernen. Ab 1969 leitete er die Schule 12 Jahre lang. Von 1988 bis 2012 war er Abt seines Klosters. Er baute die Abteikirche neu und renovierte alle anderen Gebäude. Nach seiner Amtsführung lehrte er noch an der University of Dallas. Er starb 83-jährig an COVID-19.

### Der Theologe und Übersetzer. Auszeichnungen
Farkasfalvy veröffentlichte zahlreiche theologische Werke in den Sprachen Englisch, Ungarisch und Französisch. Daneben tat er sich als Übersetzer lateinischer Bibeltexte und von Gedichten Rainer Maria Rilkes ins Ungarische hervor.
Von 2002 bis 2014 war er als erster Ungar Mitglied der Päpstlichen Bibelkommission. 2010 erhielt er in Budapest den Stephanus-Preis (Stephanus-díj) in der Kategorie Theologie. In Dallas wurde er 2016 mit dem Catholic Foundation Award ausgezeichnet.

## Werke

### Originalwerke
- L’inspiration de l’Écriture Sainte dans la théologie de Saint Bernard. Herder, Rom 1964. (Dissertation)
- Bevezetes a szentirastudomanyba. Rom 1976. (Einführung in die Theologie)
- A lelki élet teológiája. Rom 1980. Budapest 1995. (Theologie des geistlichen Lebens)
- (mit William R. Farmer) The formation of the New Testament canon. An ecumenical approach. Hrsg. Harold W. Attridge. Paulist Press, New York 1983.
- (Mitherausgeber) Bernhard von Clairvaux: Sämtliche Werke lateinisch/deutsch. Hrsg. Gerhard Bernhard Winkler in Verbindung mit Alberich Altermatt, Denis Farkasfalvy und Polykarp Zakar. 10 Bde. Tyrolia-Verlag, Innsbruck 1990–1999.
- Commemorating the 900th anniversary of Cistercian beginnings, 1098–1998. 40 years of Cistercian life in Texas, 1958–1998. Carrollton, TX 1998.
- Inspiration and interpretation. A theological introduction to Sacred Scripture. Catholic University of America Press, Washington, D.C. 2010.
- The Marian mystery. The outline of a Mariology. St Pauls, Staten Island, NY 2014.
- A theology of the Christian Bible. Revelation, inspiration, canon. Catholic University of America Press, Washington, D.C. 2018.
- In search of a lasting home. The story of the Cistercians in Texas. Abbey and school. Cistercian Abbey Our Lady of Dallas, Irving, Texas 2019.

### Übersetzungen

#### Bibeltexte
- Zsoltároskönyv. Prugg, Eisenstadt 1975. Budapest 2006 (Das Buch der Psalmen)
- A Római Levél. Bevezetés, fordítás és magyarázat. Prugg, Eisenstadt 1983. (Der Römerbrief)
- Himnuszok. Válogatás a Római Breviárium himnuszaiból. Budapest 1984, 2010. (Hymnen aus dem römischen Brevier)
- Testté vált szó. Evangélium Szent János szerint. Fordítás, jegyzetek és magyarázat. Prugg, Eisenstadt 1989. (Johannesevangelium)

#### Rilkeübersetzungen
- Rilke nyomában. Budapest 1990. (Rilkespuren. Ausgewählte Gedichte)
- Rainer Maria Rilke: Szonettek Orfeuszhoz. Budapest 2014. (Die Sonette an Orpheus)
- Rainer Maria Rilke: Mária élete. Budapest 2015. (Das Marien-Leben)